# Ненцинг
Ненцинг (нем. Nenzing) — коммуна (нем. Gemeinde) в Австрии, в федеральной земле Форарльберг.
Входит в состав округа Блуденц. Площадь общины составляет 110,35 км², население — 6205 человек (1 января 2021), плотность населения — 56 чел./км². Официальный код — 80116. На территории коммуны находятся руины замка Рамшваг.

## Население
| Год  | Численность |
| ---- | ----------- |
| 1869 | 1975        |
| 1889 | 1928        |
| 1890 | 1982        |
| 1900 | 2129        |
| 1910 | 2252        |
| 1923 | 2212        |
| 1934 | 2521        |
| 1939 | 2531        |
| 1951 | 2986        |
| 1961 | 3478        |
| 1971 | 4412        |
| 1981 | 4797        |
| 1991 | 5140        |
| 2001 | 5652        |
| 2011 | 5986        |
| 2021 | 6205        |

## Политическая ситуация
Бургомистр коммуны — Флориан Кассеролер по результатам выборов 2005 года.
Совет представителей коммуны (нем. Gemeinderat) состоит из 27 мест.
- АПС занимает 13 мест.
- АНП занимает 8 мест.
- СДПА занимает 3 места.
- Зелёные занимают 3 места.

## География
Крупнейшая река полностью протекающая в пределах границ коммуны — Менг.